# Istituto Benedetti - Tommaseo
L'IIS Benedetti - Tommaseo è una scuola secondaria di secondo grado localizzata a Venezia.
L'istituto ha origine nel 2013 con l'aggregazione in un'unica istituzione scolastica del Liceo Scientifico G. B. Benedetti (l'unico liceo scientifico nel Centro Storico di Venezia) e l'Istituto N. Tommaseo (che contiene un liceo linguistico e di scienze umane).

## Le sedi
Attualmente l'Istituto Benedetti - Tommaseo è collocato in due sedi diverse:
L'ex-convento di Santa Giustina, formato da due edifici attigui collegati da un passaggio sopraelevato, è la sede principale dell'Istituto dove trovano luogo la biblioteca, l'aula magna, la segreteria dell'istituto oltre che agli uffici di segreteria e presidenza. Sono inoltre presenti diversi laboratori per le materie di informatica, disegno tecnico, fisica e chimica. Nel palazzo attiguo si trovano invece tutte aule per le classi del Liceo Benedetti oltre che alcune classi del Liceo Tommaseo. Parte dell'edificio è inoltre riservata all'Istituto Sarpi-Algarotti di cui è una succursale.
Il Palazzo Martinengo, a pochi metri dalla sede di Santa Giustina, contiene le restanti aule degli indirizzi linguistico e delle scienze umane del Liceo Tommaseo.

## Progetti e attività e competizioni
L'Istituto Benedetti-Tommaseo organizza e partecipa in un grande numero di progetti interni e esterni alla scuola che talvolta coinvolgono più istituti a Venezia o nel mondo.
Le attività più note sono l'IMUN e il YounG7, simulazioni in lingua inglese rispettivamente delle Nazioni Unite e del G7 aperte alla partecipazione di tutta la scuola e che si svolgono solitamente con cadenza annuale. L'istituto partecipa annualmente anche al FOSCAMUN, la simulazione dell'ONU organizzata dal Liceo Foscarini, a cui vengono inviati dei delegati.
L'istituto ha anche partecipato al progetto europeo Erasmus+ in cui alcune classi hanno ospitato e collaborato con dei loro coetanei provenienti da scuole di Amburgo, Barcellona e Stoccolma.
La scuola propone inoltre ai propri studenti la partecipazione a numerose maratone progettuali (hackathon) che possono anche coinvolgere scuole da tutta Italia.
Altra attività proposta da diversi anni è il corso di scacchi che ha spinto la scuola a partecipare in numerose competizioni anche internazionali.
Annualmente la scuola propone anche ai propri studenti la partecipazione a diverse Olimpiadi di carattere nazionale che trattano la matematica, la fisica, le scienze naturali, l'informatica, il problem solving e la filosofia.
L'Istituto Benedetti-Tommaseo è un centro accreditato dall'AICA per l'insegnamento e lo svolgimento di test ICDL, certificazione riconosciuta a livello internazionale che attesta il possesso di competenze digitali.
L'Istituto è anche un centro di preparazione per gli esami di certificazione della lingua inglese Cambridge English.
Infine l'Istituto è stato nominato nel 2017 scuola-polo del Premio Scuola Digitale per la provincia di Venezia.

## Presidi
A partire dalla creazione del Benedetti-Tommaseo nel 2013, diversi presidi sono succeduti alla guida dell'Istituto:
- Roberto Sintini (2013 - 2018)
- Concetta Franco (2018 - 2019)
- Davide Frisoli (2019 - 2020)
- Stefania Nociti (2020 - 2022)
- Michelangelo Filannino (2022 - 2023)
- Marco Vianello (2023 - oggi)

## Curiosità
Nel Secondo Dopoguerra, fu studente del Liceo Scientifico Benedetti, Carlo Rubbia, che nel 1984 vinse il Premio Nobel per la Fisica.